# Ettore Stampini
Ettore Stampini (Fenestrelle, 29 maggio 1855 – Torino, 26 marzo 1930) è stato un filologo classico e latinista italiano.

## Biografia
Nacque a Fenestrelle il 29 maggio 1855 da Giovanni Stampini, ufficiale dell'esercito sabaudo, e Giuseppina Zocchi, imparentata col poeta Giuseppe Regaldi. Studiò presso l'Università di Torino, seguendo tra gli altri i corsi di Giuseppe Müller, Tommaso Vallauri, Luigi Schiaparelli, Giovanni Flechia, Arturo Graf, Carlo Cipolla ed Ercole Ricotti: si laureò in lettere nel 1877 e in filosofia nel 1878.
Dopo la prima laurea iniziò ad insegnare presso vari licei e nel 1880 ottenne la libera docenza di letteratura latina presso l'ateneo torinese; tra il 1885 e il 1889 insegnò lettere italiane presso la Reale accademia militare. Nel 1889 vinse il concorso per l'insegnamento di letteratura latina presso l'Università degli Studi di Messina, dove insegnò anche storia comparata delle lingue classiche e neolatine e tedesco e dove fu anche preside di facoltà e rettore in sostituzione di Giuseppe Fraccaroli. Nel 1897 tornò ad insegnare all'Università di Torino in sostituzione di Vallauri, dalle cui posizioni si era fortemente allontanato nel corso degli anni, ed assunse la direzione della prestigiosa Rivista di filologia e di istruzione classica; presso l'ateneo torinese fu preside della Facoltà di Filosofia e Lettere dal 1904 al 1910 e nuovamente dal 1928 alla morte, vicerettore nel 1927 e direttore della biblioteca di facoltà dal 1909 al 1929. Fu anche membro elettivo del Consiglio superiore della pubblica istruzione e della sua giunta dal 1904 al 1908.
Si sposò una prima volta con Severina Capello, morta il 4 novembre 1920, dalla quale ebbe tre figlie, Mary, Silvia e Sofia; il 27 marzo 1923 si sposò nuovamente con l'educatrice Enrica Masserano. Dal 20 maggio 1906 fu socio residente dell'Accademia delle Scienze di Torino.
Morì il 26 marzo 1930 a Torino. Dopo la sua morte la sua raccolta di libri fu donata alla Biblioteca civica di Torino.